# تروریسم در ازبکستان
تروریسم در ازبکستان (انگلیسی: Terrorism in Uzbekistan) از سایر کشورهای آسیای مرکزی متداول‌تر می‌باشد. بعد از دخالت نظامی آمریکا در سال ۲۰۰۱ در افغانستان، حزب حرکت اسلامی ازبکستان (IMU) بزرگترین تهدید دولت ازبکستان بود. در سال ۲۰۰۲ آمریکا IMU را گروه تروریستی دسته‌بندی کرد. بعد از دخالت در افغانستان، و عملیات نظامی آمریکا، منابع پشتیبانی IMU مسدود و بشدت تضعیف شد و رهبر آنها، جمعه نمنگانی، نیز کشته شد.
بزرگترین حملات تروریستی، بمب‌گذاری‌های ۱۹۹۹ تاشکند، حمله‌های حزب حرکت اسلامی ازبکستان در سال‌های ۲۰۰۰ تا ۲۰۰۱ و حمله‌های تاشکند مارس و ژوئیه ۲۰۰۴ بود.

## تروریسم داخلی
بعد از بازدید گزارشگران ویژه سازمان ملل در مورد شکنجه در سال ۲۰۰۲ از ازبکستان، مشخص شد که شکنجه و بدرفتاری با زندانیان به صورت سیستماتیک انجام می‌گیرد. دیدبان حقوق بشر در سال ۲۰۰۴ گزارش داد که بیش از ۶۰۰۰ ازبک در زندان به دلیل انجام مراسم مذهبی در خارج از کادر آنچه که دولت مشخص کرده‌است، به‌سر می‌بردند.
بر اساس گزارش دیدبان حقوق بشر، بعلاوه صدها گزارش در مورد استفاده از وسایل شوک الکتریکی، خفگی موقت، آویزان کردن با پا یا دست، کشیدن ناخن، و سوراخ کردن با وسایل تیز وجود داشت. دیدبان حقوق بشر، گزارش‌های متعددی را در سال ۲۰۰۰ دریافت کرد که پلیس به مردان زندانی تجاوز کرده و آن‌ها را می‌سوزانده‌اند. زنان و مردان زندانی با طناب دار ترسانده می‌شدند. آن‌ها در مقابل مردان، زنان را مورد آذیت و آزار قرار می‌دادند تا آن‌ها را مجبور به امضا کردن اظهارات و پذیرش جنایاتشان بکنند.
سازمان حقوق بشر از رفتار ناشایست و تنبیهات نامناسب بعد از استقلال ازبکستان گزارشی با جزئیات تهیه کرده‌است.

## ۱۹۹۹
در ۱۶ فوریه ۱۹۹۹ شش خودروی انفجاری در تاشکند منفجر شد که باعث کشته شدن ۱۶ نفر و زخمی شدن بیش از ۱۰۰ نفر گردید که احتمالاً با هدف به قتل رساندن رئیس جمهور اسلام کریموف بود. IMU مقصر شناخته شد.

## ۲۰۰۱
دولت ازبکستان در ۷ اکتبر ۲۰۰۱ موافقت کرد تا نیروهای آمریکایی از پایگاه‌های هوایی ازبکستان استفاده کرده و در پایگاه هوایی کارشی خان‌آباد مستقر شده و در مورد ایجاد یک نیروی امنیتی مشترک با ایالات متحده آمریکا گفتگو کردند تا در صورت گسترش جنگجویان طالبان به شمال ازبکستان تشکیل شود. برای همین اهداف، جمهوری ازبکستان موافقت کرد که اقدام به آماده‌سازی‌های لازم برای ساختار زیربنایی نظامی و شهری فرودگاه‌هایی که در اولین مرحله برای اهداف انسانی مورد استفاده قرار می‌گیرد بکند. یک هفته قبل از آن، وزیر دفاع آمریکا، دونالد رامسفلد از ازبکستان دیدار کرده و با رئیس‌جمهور اسلام کریموف دیدار کرد. کریموف موافقت کرد که به آمریکا در جنگ با تروریسم، با در اختیار قراردادن پایگاه هوایی کارشی خان‌آباد را برای مأموریت‌های انسانی و عملیات امداد و نجات، کمک کند. مقامات طالبان به دولت ازبکستان هشدار دادند که در صورتی دولت ازبکستان به نیروهای آمریکایی کمک کند آن‌ها نیز دست به عمل خواهند زد.
۱۰۰۰ نیروی آمریکایی در فاصله دیدار رامسفلد و توافق ۷ اکتبر به کارشی- خندآباد فرستاده شد. در همان زمان طالبان ۱۰هزار نیروی خود را به مرزهای ازبکستان- افغانستان فرستاد. سخنگوی وزارت امور خارجه ازبکستان، در رابطه با ۱۰هزار نیروی طالبان در مرزها گفت، یک تاکتیک بسیار خطرناکی است زیرا آن‌ها هدف بمباران نیروهای آمریکایی قرار خواهند گرفت. سخنگوی دولت آمریکا ریچارد بوچر گفت، ازبکستان کشوری است که ما سال هاست با آن‌ها در رابطه با امنیت مرزها کار کرده‌ایم و به آن‌ها در تلاش‌هایشان در مورد ضد تروریسم کمک کرده‌ایم، تروریسم و تهدیدات تروریستی از طرف مرزهای افغانستان این کشور را تهدید می‌کند.

## ۲۰۰۴

### شورش‌های مارس و آوریل
در آوریل ۲۰۰۴ نیروهای IMU دست به یکسری تهاجماتی به تاشکند و بخارا زدند. مردان مسلح و زنان بمب‌گذار انتحاری در این حملات شرکت داشتند که هدف اصلی آن‌ها نیروهای پلیس بود. در این تهاجمات ۳۳ شبه نظامی، ۱۰ پلیس و ۴ شهروند کشته شدند. دولت ازبکستان، حزب التحریر، اتحاد اسلامی جهاد(IJU) را مسئول این ناآرامی‌ها اعلام کرد و IJU مسؤلیت حمله را به عهده گرفت.
فورکات کاسیمویچ یوسوپوف در نیمه اول سال ۲۰۰۴ دستگیر شد، او رهبر گروهی بود که مسؤلیت بمب‌گذاری‌های ۲۸ مارس را با هدایت حزب التحریر انجام داده بود.

### بمب‌گذاری سفارت
در ۳۰ ژوئیه ۲۰۰۴ بمبگذاران انتحاری به ورودی سفارت‌های آمریکا و اسرائیل در تاشکند حمله کردند. در این دو عملیات دو نیروی امنیتی ازبک کشته شدند. IJU مسؤلیت این عملیات را بعهده گرفت.
بنظر تفسیرگران خارجی ازبک، ناآرامی‌های سال ۲۰۰۴ کار گروه‌های اتحاد اسلامی جهاد، القاعده، حزب التحریر و برخی گروه‌های اسلامی افراطی بوده‌است.

## همکاری با سایر کشورهای منطقه

### عواقب بعد از کشتار اندیجان
درجریان ناآرامی‌های ۱۲ و ۱۳ مه ۲۰۰۵ در شهر اندیجان تعداد زیادی از مردم کشته شدند که به عنوان یک قتل‌عام توسط نیروهای دولتی شناخته می‌شود. رئیس‌جمهور قزاقستان، نورسلطان نظربایف در بازدید از کشور ازبکستان بعد از واقعه به رئیس‌جمهور ازبکستان، اسلام کریموف، گفت که اقدامات توسط دولت ازبکستان در حمایت از صلح ۲۶ میلیون ازبکی بوده‌است.
دولت ازبکستان اعلام کرد که ۱۸۷ نفر (شامل ۹۴ تروریست، ۶۰ شهروند، ۳۱ پلیس و دو نفر دیگر) کشته شدند و ۷۶ تروریست زخمی شد. آمار دیدبان حقوق بشر با آمار دولت ازبک اختلاف زیادی داشت و اعلام کرد که حدود ۷۰۰ شهروند کشته شدند. یک فرمانده سابق پلیس ازبک، ایکروم یعقوب اف، گفت که خود اسلام کریموف دستور داد که به سمت تظاهرکنندگان توسط نیروهای ارتش آتش گشوده شود که ۱۵۰۰ نفر کشته شدند.

### استرداد مظنونین تروریست
در ۵ ژوئیه ۲۰۰۵، دیدبان حقوق بشر اعلام کرد که دولت قزاقستان، لطف‌الله شمس الدین اف، نماینده امنیتی حقوق بشر ازبکستان که در بازداشت در آلماتی بود را به دولت ازبک بازگرداند. دفتر کمیساریای عالی سازمان ملل برای پناهندگان به لطف‌الله شمس الدین اف استاتوی پناهندگی داده بود و قصد داشت که وقتی مقامات قزاق او را دستگیر کردند بوی اقامت بدهد. قبل از آن اسلام کریموف رئیس‌جمهور ازبکستان از قزاقستان و دیگر کشورهای عضو سازمان همکاری شانگهای دیدار کرد. دولت ازبکستان خواستار بازگرداندن لطف‌الله شمس الدین اف به اتهام ۴ عمل جنایی شد. دیدبان حقوق بشر، هولی کارتنر گفت، قزاقستان بایستی از این مرد شجاع حمایت کند، کارتنر گفت که شمس الدین اف فردی است که خستگی ناپذیر در چارچوب قانون فعالیت کرده‌است و تروریست بحساب نمی‌آید. در حالی که مقامات آلماتی شمس الدین را یک تروریست قلمداد می‌کردند.
روسیه همچنین گزارش کرد که پناهجوی ازبک، رستم مومینف و ۵ پناهنده قرقیزستان، جهانگیر موکسادف، یعقوب تاشبوف، اودلیون راحیم اف، رسولیون پیرماتوف و فایوز توجیحالولیف را در اوایل اوت ۲۰۰۶ به ازبکستان استرداد کرده‌است. دادگاهی در ازبکستان بعداً مومینف را به اتهام شرکت در ناآرامی‌های اندیجان محکوم کرد و به اتهام عضویت در حزب التحریر به ۵ سال و شش ماه زندان محکوم کرد.

### استرداد حسین جان جلیل
مقامات دولت ازبکستان در ۵ می ۲۰۰۶ اعلام کرد که شواهد اثبات می‌کند که حسین جان جلیل، یک شهروند کانادایی و گولر دیلاور که توسط چین و قرقیزستان به عنوان تروریسم شناخته می‌شوند در یک زندان به‌سر می‌برند. وقتی دولت ازبک وی را دستگیر کرد مدارک وی به عنوان جلیل بود ولی دفتر اینترپول در تاشکند از دولت ازبک حمایت کرد. دولت قرقیز خواستار بازگرداند دیلاور به اتهام شرکت در کشتن نیگمت بازیاکف در سال ۲۰۰۰ بودند. رئیس جامعه ایویگو در قرقیزستان و دولت چین خواستار وی به اتهام حمله می ۲۰۰۰ در ایالت جینجونگ بودند. جلیل به دولت چین استرداد شد و به ۱۵ سال زندان محکوم شد.

### حصارهای امنیتی
در تاریخ ۱۹ اکتبر سال ۲۰۰۶ مقامات رسمی مرزی قزاق شروع به ساختن یک حصار ۲۸ مایلی (۴۵ کیلومتر) در طول مرز با ازبکستان کردند. نیویورک تایمز گزارش کرد که ارتفاع این حصار ۸ فوت با سیم‌های خاردار و روشنایی در طول شهرهای با جمعیت زیاد در منطقه جنوبی جایی که قاچاق مواد مخدر انجام می‌گیرد قرار دارد. این منطقه نقطه اشتعال در مبارزه علیه شبه نظامیان اسلامی می‌باشد.
دولت قزاقستان و ازبکستان به ترتیب در سال ۱۹۹۲ و ژانویه ۱۹۹۸ نیروهای ملی مرزی خود را تشکیل دادند. مدت زیادی بعد از اینکه دولت روسیه پست‌های مرزی خود را تشکیل داده بود.

### پاکستان
در ۱۳ ژانویه ۲۰۰۷ سناتور موشاهید حسین سید سخنگوی کمیته روابط خارجی سنای پاکستان در یک سخنرانی در انستیتوی مطالعه استراتژیک گفت که یک تبادل فکری با دولت ازبکستان در جریان است. او روابط پاکستان و ازبکستان و همکاری ضد تروریستی بین دو کشور را مورد بحث قرار داد و اینکه به‌طور خاص دو کشور هم‌مرز با افغانستان چه میزان می‌توانند با هم در مقابل صدور تروریسم و مواد مخدر از این کشور همکاری کنند. سید اظهار داشت که یک دیالوگ سالیانه بین دو کشور در مورد ضد تروریسم برگزار می‌شود.

## قاچاق مواد مخدر
قاچاق مواد مخدر در آسیای مرکزی یک منبع مالی بزرگ برای سازمان‌های تروریستی می‌باشد. دولت تاجیکستان از روسیه در مه سال ۲۰۰۴ خواست که بخشی از ۲۰ هزار نیروی خود از مرز تاجیکستان و افغانستان را بردارد. این کم شدن نیرو در ارتباط با نیروهای آمریکایی بود زیرا نیروهای موجود به جلوگیری از قاچاق مواد مخدر کمک می‌کردند. در مه سال ۲۰۰۴ رئیس‌جمهور کریموف و رئیس‌جمهور تاجیکستان امام علی رحمانوف گفتند که جلوگیری از قاچاق مواد مخدر بایستی با نیروهای خود افغانستان حل شود، قاچاق مواد مخدر سالیانه ۳٫۵ بیلیون دلار تخمین زده می‌شود.

## وقايع سال ۲۰۱۷
ازبکستان در ۱ سپتامبر ۲۰۱۷ اسامی ۱۶۰۰۰ نفر را از لیست سیاه ۱۷۰۰۰ نفره امنیتی حذف کرد. افراد آزاد شده اکثراً از افراد بالقوه مسلمان مذهبی افراطی بودند.
شوکت میرضیایف رئیس‌جمهور ازبکستان در تلویزیون دولتی گفت: «بیش از ۱۷۰۰۰نفر با تمایلات مذهبی افراطی در این لیست قرار داشتند، بعد از اینکه ما مجدد با آن‌ها صحبت کردیم اسامی ۱۶۰۰۰نفر را از لیست افراد مذهبی افراطی حذف کردیم ولی رها کردن آن‌ها به حال خود کار اشتباهی خواهد بود ما باید آن‌ها را به جامعه خودمان برگردانده و آن‌ها را آموزش دهیم.»